# Johann Döring (Gewerkschafter)

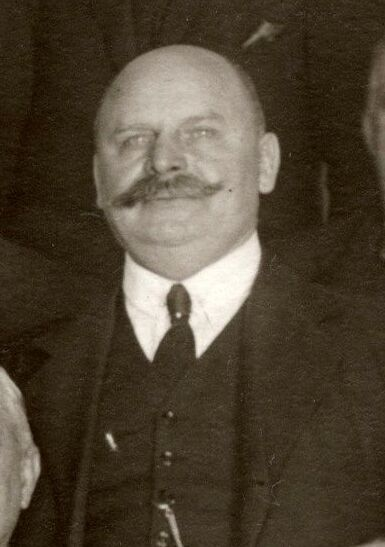
Johann Döring (1921)

Johann Döring (* 21. Juli 1864 in Altona; † 7. Mai 1951 in Hamburg) war ein deutscher Gewerkschaftsfunktionär.

## Leben und Wirken
Johann Döring, den seine Freunde immer „Muskötel“ riefen, besuchte eine Volksschule und erhielt anschließend eine Stelle als Schauermann im Hamburger Hafen. Nach dem Militärdienst von 1885 bis 1887 in Flensburg kehrte er nach Hamburg zurück. Am 2. April 1888 wurde er Mitglied im Verein der in Hamburg beschäftigten Schauerleute, der zur Zeit des Sozialistengesetzes mittels einiger Streiks Lohnerhöhungen erreichen konnte.
Nach dem Zusammenschluss der Hamburger Schauerleute mit dem Verband der Hafenarbeiter Deutschlands 1891 weigerten sich die meisten Hamburger Hafenarbeiter, auch dem Verband der am Schiffbau und an der Schifffahrt beschäftigten Personen beizutreten. Daher gründeten sie den Verein der in Hamburg beschäftigten Schauerleute von 1892, der den Lokalisten nahestand. Johann Döring übernahm den Vorsitz dieses Vereins und stritt sich wiederholt mit Georg Kellermann, der den Verband der Hafenarbeiter Deutschlands leitete, den Döring als zu „lau“ ansah. Beide lehnten eine Kooperation ihrer Organisationen ab. Nach seinem Rücktritt vom Vorsitz im Januar 1895 übernahm Döring das Amt des Ersten Schriftführers.
Im November 1896 begann der Hamburger Hafenarbeiterstreik, dessen Führung spontan und basisdemokratisch entstand. Johann Döring übernahm als gewählter Vorsitzender eines fünfköpfigen Gremiums die Leitung und verhandelte gemeinsam mit Hermann Molkenbuhr, Carl Legien und Adolph von Elm im Rahmen einer Schiedskommission mit der Hamburgischen Bürgerschaft. Während des Streiks untersuchte er Arbeitszeiten, Löhne und Arbeitsbedingungen der Angestellten, die später Grundlage für das „Gesetz betreffend die Anstellung eines Hafeninspektors“ wurden.
Nach Ende des aus Sicht der Schauerleute verlorenen Arbeitskampfes amtierte Döring von Anfang März 1897 bis August 1898 als Vorsitzender der vereinigten Hamburger Schauerleute. Außerdem gehörte er dem Hamburger Gewerkschaftskartell an. 1898 übernahm er, anfangs unbezahlt, von Georg Kellermann den Vorsitz der Hafenarbeitergewerkschaft. Dabei musste er die neugegründete Unterstützungskasse für Sterbefälle betreuen. Außerdem gab er die Verbandszeitung „Der Hafenarbeiter“ heraus. Von 1899 bis 1910 arbeitete er als hauptamtlich angestellter Vorsitzender.

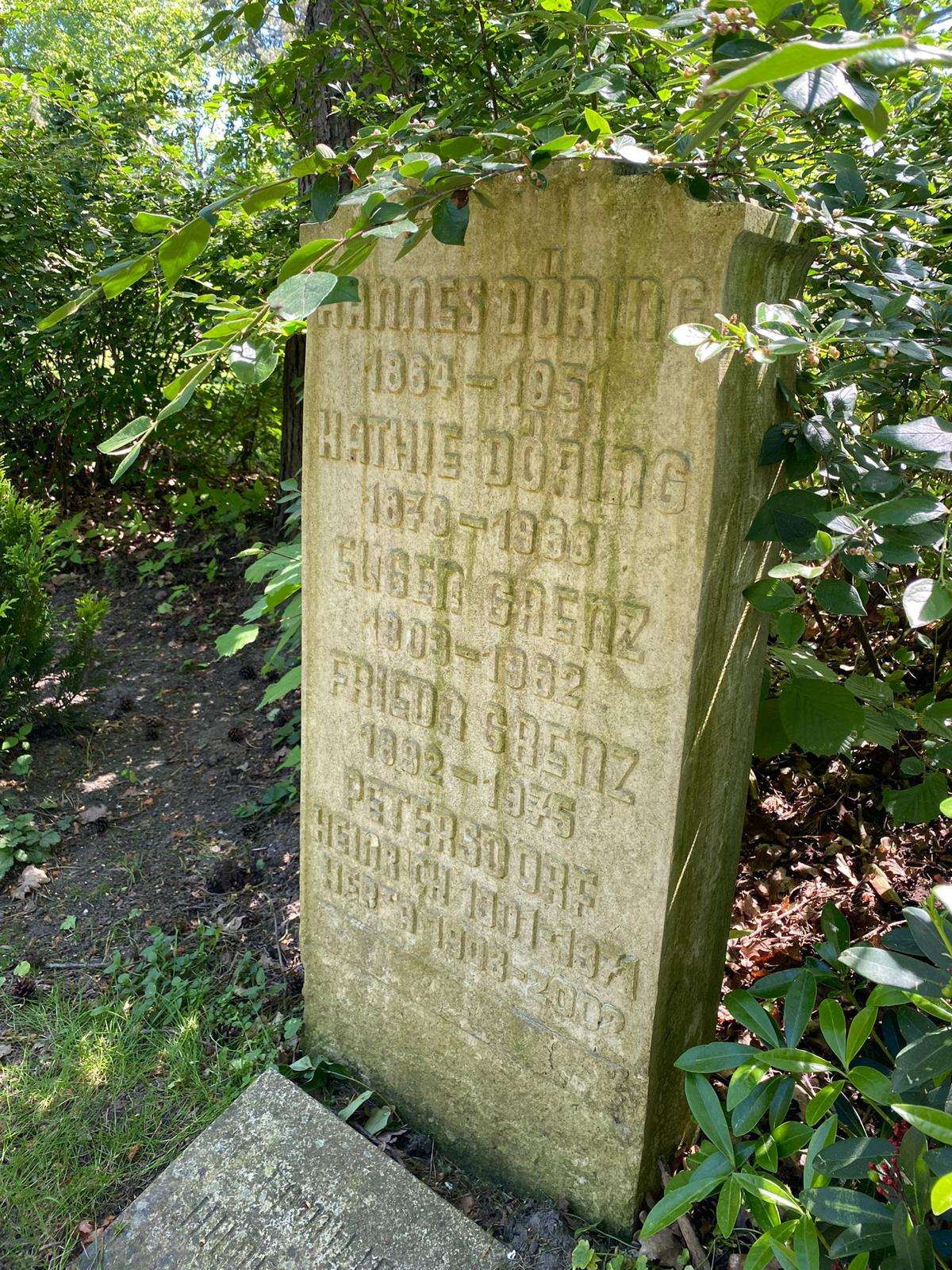
Grabstätte auf dem Friedhof Ohlsdorf

Von 1900 bis 1905 gehörte Döring der Kartellkommission an, die die Arbeit der Hamburger Einzelgewerkschaften koordinierte. Von 1902 bis 1904 amtierte er als deren zweiter Vorsitzender. Döring beabsichtigte 1905/06, den Verband der Hafenarbeiter mit dem deutschen Seemannsverband, dem Verband der Eisenbahner und dem der Maschinisten, Heizer und verwandter Berufsgenossen Deutschlands zusammenzuführen, scheiterte jedoch. Dazu kam es erst 1910 mit der Gründung des Deutschen Transportarbeiter-Verband (DTV), dessen stellvertretenden Vorsitz Döring bis 1928 ausübte. Als Verbindungsmann zur Internationalen Transportarbeiter-Föderation (ITF) beteiligte er sich 1902 am 3. Kongress des ITF in Stockholm. Nach dem Rücktritt Albert Störmers im Frühsommer 1903 übernahm Döring dessen Stelle im Zentralrat.
1904 verlegte der ITF seine als „Internationales Berufssekretariat“ bezeichnete Führung nach Hamburg. Eine ihm angebotene Stelle als internationaler Sekretär nahm Döring nicht an. Danach verlor der ITF an Bedeutung unter den Hafenarbeitern, die nun die Dominanz deutscher Gewerkschafter in Frage stellten. Der Ausbruch des Ersten Weltkriegs verhinderte eine Neuorganisation der Gewerkschaften.
Während des Krieges äußerte sich der Zentralrat, der die Kontakte zu ausländischen Gewerkschaftern aufrechterhalten wollte, nur vorsichtig zum Zeitgeschehen. Döring reagierte offensiv im Sinne eines Großteils der Gewerkschaft und sagte, dass die Arbeiter „das größte Interesse an der Erhaltung unseres Vaterlandes“ hätten. Auf Kriegskonferenzen des DTV konnte er seine Positionen durchsetzen. Die Kooperation mit britischen Gewerkschaften endete nach harten Konflikten.
Nach Kriegsende übernahm Döring viele Ämter. Im Januar 1919 vertrat er die Transportarbeiter bei Friedensverhandlungen in den Vororten von Paris. Im Frühjahr desselben Jahres gehörte er der Generalkommission an, die die neue Ausrichtung deutscher Gewerkschaften nach dem Krieg diskutierte. Döring zeigte sich strikt antikommunistisch und verweigerte 1921 jegliche Ansätze zur Kooperation mit der KPD.
Der Gewerkschafter zog nach Berlin, wo er von 1918 bis 1920 in Friedrichsfelde für die SPD im Gemeinderat saß. Von 1918 bis 1923 gehörte er dem Reichswasserstraßenbeirat an. Als Vertreter der Binnenschiffer repräsentierte er für den DTV die Arbeitnehmer im Vorläufigen Reichswirtschaftsrat. Er gehörte auch dem Reichseisenbahnrat und der paritätischen Seemannskommission des Internationalen Arbeitsamtes an. Im September 1925 übernahm er den Vorsitz des Verwaltungsausschusses der Fakulta-Versicherung.
Auf internationaler Ebene arbeiteten die Gewerkschaften nach Kriegsende wieder zusammen. Döring hatte wesentlichen Anteil an der Gestaltung neuer Statuten und gehörte von 1920 bis 1930 dem Generalrat der ITF an. Auf der konstituierenden Versammlung des Gesamtverbandes der Arbeitnehmer der öffentlichen Betriebe und des Personen- und Warenverkehrs wurde er zum stellvertretenden Vorsitzenden gewählt.
Im Juli 1930 ging Döring in Pension. Nach der Machtergreifung zog er wieder nach Hamburg und musste mit einer deutlich reduzierten Pension auskommen. Aufgrund illegaler Kontakte zur ITF 1933/34 durchsuchte die Gestapo wiederholt sein Haus. Nach Kriegsende besuchte er als Ehrengast den ITF-Kongress 1948 in Oslo und zwei Jahre später in Stuttgart.
Seine letzte Ruhestätte fand Johann Döring auf dem Friedhof Ohlsdorf. Sie liegt im Planquadrat BH 68, südlich von Kapelle 13. 

## Einzelbelege
1. ↑  Michael Grüttner: Arbeitswelt an der Wasserkante. Sozialgeschichte der Hamburger Hafenarbeiter 1886–1914. Vandenhoeck & Ruprecht, Göttingen 1984, S. 162–164.

| Personendaten    | Personendaten                     |
| ---------------- | --------------------------------- |
| NAME             | Döring, Johann                    |
| KURZBESCHREIBUNG | deutscher Gewerkschaftsfunktionär |
| GEBURTSDATUM     | 21. Juli 1864                     |
| GEBURTSORT       | Altona                            |
| STERBEDATUM      | 7. Mai 1951                       |
| STERBEORT        | Hamburg                           |